# ميغ فيليبس
ميغ فيليبس (2 فبراير 1996 - ) (بالإنجليزية: Meg Phillips)‏ هي لاعبة كريكت أسترالية. لعبت مع Tasmanian Tigers (women's cricket) ‏.

## وصلات خارجية
- ميغ فيليبس على موقع إي آس بي آن كريك إنفو (الإنجليزية)